# Jay Laga’aia
Jay Laga’aia (ur. 10 września 1963 w Auckland) – nowozelandzki aktor oraz piosenkarz.
Najbardziej znany międzynarodowej publiczności jako kapitan Typho w filmach Gwiezdne wojny: część II – Atak klonów oraz Gwiezdne wojny: część III – Zemsta Sithów.

## Życie prywatne
Jay Laga’aia urodził się 10 września 1963 w Auckland i jest podwójnym obywatelem Nowej Zelandii oraz Australii. Jest z pochodzenia samoańskiego. Ma sześć braci i sióstr oraz dwóch przyrodnich braci. Jeden z jego z młodszych braci, Frank Laga’aia, jest członkiem zespołu Ilanda.
Jay jest także członkiem Międzynarodowych Kostiumów grupy 501st Legion oraz członkiem Terror Australis Garrison w Australii.

## Kariera
Laga’aia jest znany z australijskiego serialu telewizyjnego dla dzieci Play School, a także Kapitana Typho z filmów Gwiezdne wojny: część II – Atak klonów oraz Gwiezdne wojny: część III – Zemsta Sithów. Wystąpił również gościnnie w serialu telewizyjnym Xena: Wojownicza księżniczka w roli Draco. W listopadzie 2009 roku Laga’aia dołączył do obsady w australijskiej operze mydlanej Zatoka serc w roli wielebnego Elijaha Johnsona do czasu jego zwolnienia w lutym 2012 roku.
Dnia 9 października 2007 roku, Laga’aia wydał album dla dzieci Come Dance and Sing. 24 grudnia 2008 roku wystąpił na świątecznym koncercie Carols by Candlelight. W latach 2008–2009 był narratorem australijskiego programu dla dzieci Larry the Lawnmower, gdzie użyczał głosu wszystkim postaciom, m.in. głównemu bohaterowi Larry'emu oraz jego przyjaciołom. W sierpniu 2010 roku wydał swój drugi album I Can Play Anything.

## Filmografia

### Filmy
| Rok  | Film                                      | Rola                  |
| ---- | ----------------------------------------- | --------------------- |
| 1988 | Never Say Die                             | Bruce (gliniarz)      |
| 1988 | The Navigator: A Medieval Odyssey         | Jay                   |
| 1992 | The Other Side of Paradise                | Mana                  |
| 2000 | Green Sails                               | Maru                  |
| 2002 | Gwiezdne wojny: część II – Atak klonów    | Kapitan Typho         |
| 2005 | Gwiezdne wojny: część III – Zemsta Sithów | Kapitan Typho         |
| 2006 | Solo                                      | Vincent               |
| 2008 | Wyspa Nim                                 | pilot heliktopera     |
| 2008 | Zombies! Zombies! Zombies!                | Carpark Victim        |
| 2009 | Lightswitch                               | Bo                    |
| 2010 | Daybreakers. Świt                         | Senator Turner        |
| 2012 | The Unbroken                              | Morgan Stevens (głos) |

### Seriale telewizyjne
| Rok       | Serial                          | Rola                  | Odcinki |
| --------- | ------------------------------- | --------------------- | ------- |
| 1984–1986 | Heroes                          | Ron                   | 14      |
| 1993      | Soldier Soldier                 | sierżant Bob Gilligan | 2       |
| 1995      | Tajemnicza wyspa                | Tenape                | 3       |
| 1995–2000 | Xena: Wojownicza księżniczka    | Draco                 | 3       |
| 1996–2001 | Szczury wodne                   | Tommy Tavita          | 149     |
| 2000–2003 | Street Legal                    | David Silesi          | 52      |
| 2005–2006 | Cena życia                      | Micheal Stevenson     | 2       |
| 2007      | Córki McLeoda                   | Gabriel               | 1       |
| 2008      | Żart losu                       | Nick Pickering        | 6       |
| 2008      | The Strip: Śledczy z Gold Coast | Frogman               | 1       |
| 2008–2009 | Miecz prawdy                    | Chase                 | 14      |
| 2008–2009 | Larry the Lawnmower             | narrator              | 65      |
| 2010–2012 | Zatoka serc                     | Elijah Johnson        |         |